# Lista de capitães e governadores do Forte de Santiago de Sesimbra
Esta é a lista de capitães e governadores do Forte de Santiago de Sesimbra . .

### c
| #  | Retrato | Nome                                        | Início de mandato       | Fim de mandato | Notas | Soberano               |
| -- | ------- | ------------------------------------------- | ----------------------- | -------------- | ----- | ---------------------- |
| ?º |         | Capitão Garamatam Teles (1???–1???)         |                         |                |       |                        |
| ?º |         | Capitão Gaspar Veloso Cerqueira (1???–1???) | 10 de junho de 1593     |                |       |                        |
| ?º |         | Capitão António Martins de Deus (1???–1???) | 1607                    |                |       |                        |
| ?º |         | Capitão Gião Álvares (1???–1???)            |                         | 1612           |       |                        |
| ?º |         | Capitão Francisco Pires (1???–1???)         | 27 de abril de 1612     |                |       |                        |
| ?º |         | Pedro Correia Ribeiro (1???–1???)           | desde 1630              |                |       | Filipe III de Portugal |
| ?º |         | Sebastião Gonçalves Alvelos (1???–1???)     | 25 de fevereiro de 1641 |                |       | João IV de Portugal    |